# In Elven Lands: The Fellowship
In Elven Lands: The Fellowship — дебютный альбом группы музыкантов The Fellowship, выпущенный в 2006 году лейблом United States Of Distribution. Среди участников проекта: Джон Андерсон (вокалист группы Yes), Адам Пайк (The Syrups), известный панк-рок продюсер Итан Джеймс и другие. 

## Список композиций
1. Tîr Im — 2:08
2. Dan Barliman’s Jig — 4:28
3. Silver Bowl — 2:06
4. Man in the Moon — 3:01
5. Verse to Elbereth Gilthoníel — 1:59
6. Eléchoi — 3:57
7. Beware the Wolf — 5:18
8. Oromë: Lord of the Hunt — 5:06
9. Creation Hymn — 3:28
10. When Dûrin Woke — 4:06
11. Eala Earendel — 2:07
12. Sacred Stones — 5:07
13. Battle of Evermore — 6:41
14. Blood of Kings — 4:16
15. Verses of Elbereth Gilthoníel — 4:55
16. Evening Star — 4:09